# ’O sole mio

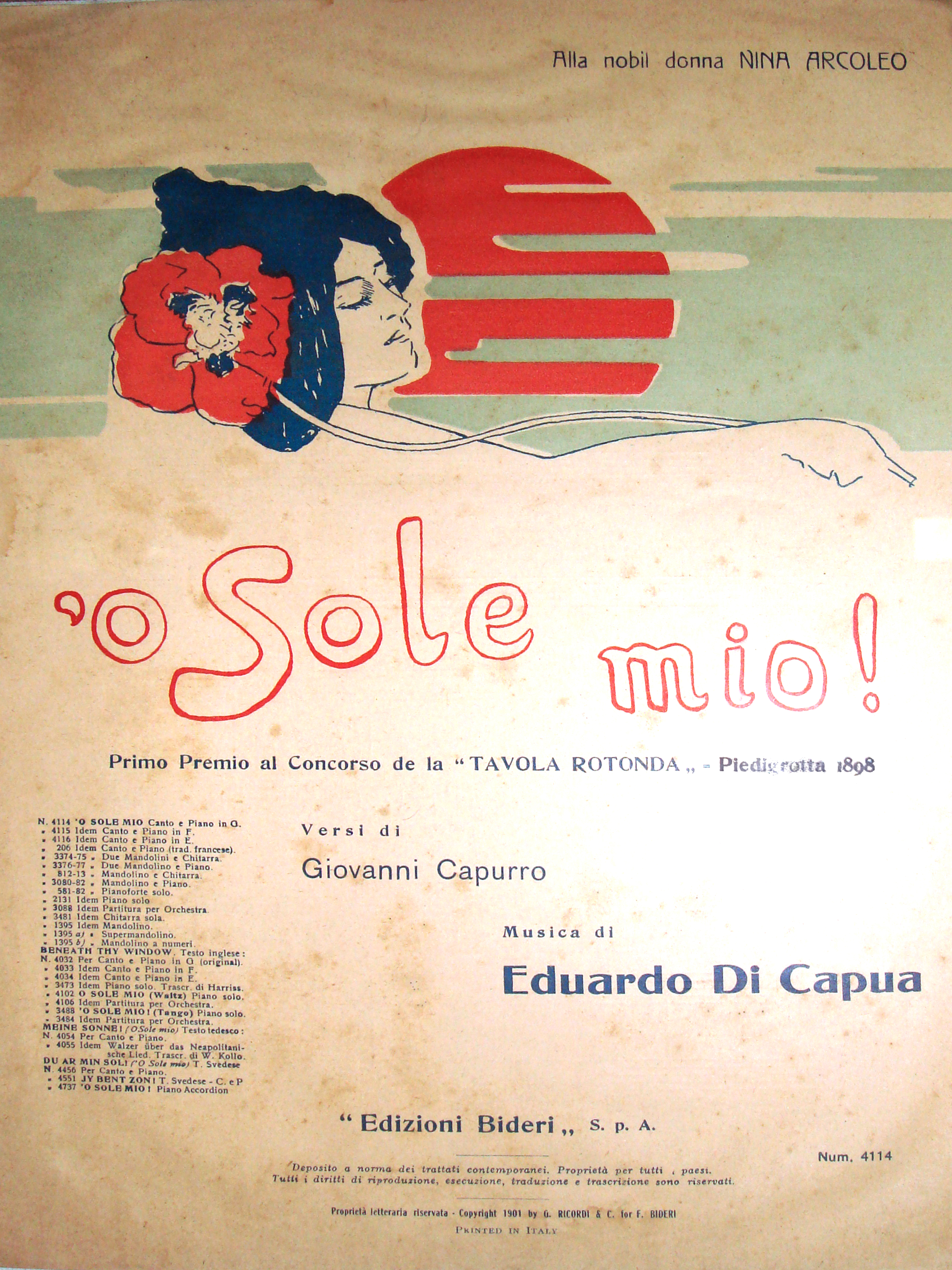
Coperta la partitura cântecului O sole mio

’O sole mio (pronunția în napoletană: o 'solă 'miă) este un cântec napolitan cunoscut în toată lumea și scris în 1898. Versurile au fost scrise de Giovanni Capurro, iar muzica a fost compusă de Eduardo di Capua și Alfredo Mazzucchi (1878-1972). Există și alte versiuni ale cântecului dar, de obicei, este cântat în limba napoletană.

## Versuri
| Textul napoletan Che bella cosa na jurnata ’e sole, n’aria serena doppo na tempesta! Pe’ ll’aria fresca pare già na festa... Che bella cosa na jurnata ’e sole. Refren Ma n’atu sole cchiù bello, oi ne’, ’o sole mio sta nfronte a te! ’o sole, ’o sole mio sta nfronte a te, sta nfronte a te! Lùceno ’e llastre d’’a fenesta toia; ’na lavannara canta e se ne vanta e pe’ tramente torce, spanne e canta, lùceno ’e llastre d’’a fenesta toia. Refren Quanno fa notte e ’o sole se ne scenne, me vene quasi ’na malincunia; sotto ’a fenesta toia restarria quanno fa notte e ’o sole se ne scenne. Refren | Traducere în română Ce lucru minunat, o zi cu soare în aerul blând de după furtună! Prin aerul proaspăt parcă e deja sărbătoare... Ce lucru minunat, o zi cu soare! Refren Dar alt soare, chiar mai minunat, o, doamne! Soarele meu, strălucește pe fruntea ta! Soarele, soarele meu Stă pe fruntea ta; stă pe fruntea ta! Geamurile ferestrei tale strălucesc. O spălătoreasă cântă și se laudă Și, în timp ce stoarce rufele și le pune cântând la uscat, geamurile ferestrei tale strălucesc Refren Când vine noaptea și soarele a asfințit, Aproape că mă cuprinde melancolia. Aș sta sub fereastra ta când vine noaptea și soarele asfințește. Refren |

## Înregistrări
O Sole Mio a fost interpretat de mulți artiști, printre care Enrico Caruso, Rosa Ponselle și sora ei Carmela, Beniamino Gigli și Mario Lanza. Sergio Franchi a înregistrat acest cântec în albumul său de debut RCA Victor Red Seal din 1962, Romantic Italian Songs. Luciano Pavarotti a câștigat premiul Grammy din 1980 pentru cea mai bună interpretare vocală clasică cu cântecul O Sole mio.

## Autorat și drepturile de autor
Timp de aproape 75 de ani de la publicarea sa, melodia O Sole mio a fost în general atribuită doar lui Eduardo di Capua. Conform istoriei tradiționale, di Capua l-a compus în aprilie 1898 în Odesa, în timp ce făcea turnee cu formația tatălui său. S-a dovedit totuși că melodia a fost una dintre cele 23 pe care di Capua le-a cumpărat de la un alt muzician, Alfredo Mazzucchi, în anul precedent. 
În noiembrie 1972, la scurt timp după moartea tatălui ei, fiica Mazzucchi a depus o declarație la Ufficio della Proprietà Letteraria Artistica e Scientifica (Oficiul literar, artistic și de proprietate științifică), care urmărea ca tatăl ei să fie recunoscut ca un co-compozitor al celor 18 melodii ale lui di Capua, inclusiv O Sole mio. În octombrie 2002, judecătoarea din Torino, Maria Alvau, a confirmat, declarând că Mazzucchi a fost într-adevăr un co-compozitor legitim al celor 18 cântece, deoarece le-a compus și apoi le-a vândut lui di Capua în iunie 1897, cu o autorizație scrisă pentru ca acesta din urmă să le poată utiliza gratuit. Prin urmare, în momentul deciziei, melodia O sole mio nu intrase încă - așa cum se presupunea în general - în domeniul public în orice țară care era parte la Convenția de la Berna în perioada relevantă. În majoritatea țărilor în care drepturile de autor ale unei opere durează 70 de ani după moartea autorilor, melodia va rămâne în drepturi de autor până în 2042. 